# Postępowanie nakazowe
Postępowanie nakazowe — w polskim systemie prawnym rodzaj postępowania szczególnego w procesie karnym lub rodzaj postępowania odrębnego w procesie cywilnym.

## Postępowanie nakazowe w postępowaniu cywilnym
W postępowaniu cywilnym postępowanie nakazowe regulowane jest przez przepisy art. 4841-497 Kodeksu postępowania cywilnego, zastosowanie znajdują w nim również art. 4801-4804 tegoż kodeksu, które są wspólne dla postępowania nakazowego oraz postępowaniu upominawczego.

### Podstawy
Sąd wydaje nakaz zapłaty w postępowaniu nakazowym, jeżeli powód dochodzi roszczenia pieniężnego lub świadczenia innych rzeczy zamiennych i zgłosił w pozwie wniosek o wydanie takowego nakazu, a okoliczności uzasadniające dochodzone żądanie są udowodnione dołączonym do pozwu:
- dokumentem urzędowym,
- zaakceptowanym przez dłużnika rachunkiem,
- wezwaniem dłużnika do zapłaty i pisemnym oświadczeniem dłużnika o uznaniu długu,

oraz w następujących przypadkach:
- przeciwko zobowiązanemu z prawidłowo wypełnionego weksla albo czeku, których prawdziwość i treść nie budzi wątpliwości,
- na podstawie dołączonej do pozwu umowy, dowodu spełnienia wzajemnego świadczenia niepieniężnego oraz dowodu doręczenia dłużnikowi faktury lub rachunku, jeżeli powód dochodzi należności zapłaty świadczenia pieniężnego lub odsetek w transakcjach handlowych określonych w ustawie z dnia 8 marca 2013 r. o przeciwdziałaniu nadmiernym opóźnieniom w transakcjach handlowych[3].

Jeżeli nakaz zapłaty wydawany jest na podstawie weksla lub czeku, a dłużnikiem jest konsument niezbędne jest również przedstawienie wraz z pozwem umowy, z której wynika roszczenie zabezpieczone wekslem wraz z deklaracją wekslową oraz załącznikami. W treści każdego pozwu kierowanego w oparciu o wskazane dokumenty należy zamieścić oświadczenie czy dochodzone pozwem roszczenie powstało w związku z umową zawartą z konsumentem, a sąd może skazać na grzywnę powoda, jego przedstawiciela ustawowego lub pełnomocnika, którzy w złej wierze lub wskutek niezachowania należytej staranności złożyli niezgodne z prawdą oświadczenie, iż roszczenie nie powstało w związku z umową zawartą z konsumentem.
Od pozwu spełniającego przesłanki do rozpoznania w postępowaniu nakazowym pobiera się wyłącznie czwartą część zwykłej opłaty sądowej, jednakże nie mniej niż 30 złotych.

### Nakaz
Wydając nakaz zapłaty sąd orzeka, że pozwany ma w terminie oznaczonym w nakazie zaspokoić roszczenie w całości wraz z kosztami albo wnieść w tym terminie zarzuty. Nakaz doręcza się stronom, zaś pozwanemu dodatkowo wraz z pozwem i załącznikami oraz pouczeniem o terminie i sposobie zaskarżenia nakazu, jak również skutkach jego niezaskarżenia.
Nakaz przeciw któremu nie wniesiono zarzutów ma moc prawomocnego wyroku.
Nakaz zapłaty w postępowaniu nakazowym wydaje się na posiedzeniu niejawnym i może to zrobić również referendarz sądowy.
Termin zaspokojenia roszczenia powoda albo wniesienia zarzutów wynosi:
- miesiąc od dnia doręczenia nakazu, gdy doręczenie nakazu pozwanemu ma mieć miejsce na terytorium Unii Europejskiej, w tym w Polsce,
- trzy miesiące od dnia doręczenia nakazu, w przypadku gdy doręczenie nakazu ma mieć miejsce poza terytorium Unii Europejskiej[7].

Nakaz zapłaty stanowi tytuł zabezpieczenia wykonalny bez nadawania mu klauzuli wykonalności. Wnosząc o dokonanie zabezpieczenia powód jest jednak wciąż zobowiązany oznaczyć sposób zabezpieczenia, a sąd na wniosek pozwanego może ograniczyć zabezpieczenie według własnego uznania.
Nakaz zapłaty wydany na podstawie weksla lub czeku staje się natychmiast wykonalny po upływie terminu do zaspokojenia roszczenia lub wniesienia zarzutów, aczkolwiek w razie ich wniesienia sąd może na wniosek powoda wstrzymać wykonanie nakazu.

### Zarzuty
Pozwany, który kwestionuje roszczenie, może wnieść do sądu, który wydał nakaz zapłaty zarzuty. W piśmie tym powinien wskazać czy zaskarża nakaz w całości czy w części, przedstawić zarzuty, które pod rygorem ich utraty należy zgłosić przed wdaniem się w spór co do istoty sprawy, jak również wymienić fakty, z których wywodzi żądania, i dowody na wykazanie każdego z nich.
Od zarzutów pobiera się opłatę sądową w wysokości trzech czwartych opłaty od pozwu, z tym że jeżeli nakaz zapłaty został wydany przeciwko konsumentowi opłata ta nie może przekroczyć 750 złotych. Dodatkowo opłata nie może być niższa niż 30 złotych.

### Postępowanie po wydaniu nakazu zapłaty
Jeżeli po wydaniu nakazu zapłaty okaże się, że pozwany w chwili wniesienia pozwu nie miał zdolności sądowej, zdolności procesowej albo organu powołanego do jego reprezentowania, a braki te nie zostały usunięte, sąd z urzędu uchyla nakaz zapłaty i wydaje odpowiednie postanowienie.
W razie prawidłowego wniesienia zarzutów sąd rozpoznaje sprawę w postępowaniu ogólnym lub w postępowaniu odrębnym właściwym dla danej sprawy, przy czym w postępowaniu po wniesieniu zarzutów:
- nie stosuje się przepisów dotyczących dopozwań, zapozwań, zawiadomień o toczącym się procesie oraz wezwań do udziału w sprawie (art. 194-198 kpc);
- powództwo wzajemne jest niedopuszczalne;
- nie można występować z nowymi roszczeniami zamiast lub obok dotychczasowych; jednakże w przypadku zmiany okoliczności powód może żądać zamiast pierwotnego przedmiotu sporu jego równowartości lub innego przedmiotu, a w sprawach o świadczenie powtarzające się może nadto rozszerzyć powództwo o świadczenia za kolejne okresy

Po rozpoznaniu sprawy sąd wyrokiem nakaz zapłaty utrzymuje w mocy w całość lub w części albo uchyla go i orzeka o żądaniu pozwu. Jeżeli zachodzą podstawy do odrzucenia pozwu lub umorzenia postępowania, sąd z urzędu postanowieniem uchyla nakaz zapłaty.

## Postępowanie nakazowe w postępowaniu karnym
Postępowanie nakazowe w postępowaniu karnym regulują przepisy art. 500-507 Kodeksu postępowania karnego. Dotyczy ono wyłącznie spraw, w których prowadzono dochodzenie, a na podstawie zebranego w postępowaniu przygotowawczym materiału sąd uzna, iż przeprowadzenie rozprawy nie jest konieczne. Dodatkowo może zostać zastosowane wyłącznie w wypadkach pozwalających na orzeczenie kary ograniczenia wolności lub grzywny. 
Samo przestępstwo może być zagrożone także karą pozbawienia wolności, nie może być ona jednak orzeczona wyrokiem nakazowym, a więc dolna granica zagrożenia musi mieścić się w zakresie możliwym do orzeczenia wyrokiem nakazowym lub musi istnieć inna podstawa do orzeczenia kary mieszczącej się w tym zakresie, przykładowo w drodze nadzwyczajnego złagodzenia kary lub w przypadku zastosowania unormowań pozwalających na orzeczenie kary o charakterze wolnościowym.

### Podstawy
Sąd może wydać wyrok nakazowy przy łącznym spełnieniu następujących warunków (z uwzględnieniem rodzaju kar, które można orzec wyrokiem nakazowym):
- okoliczności czynu i wina oskarżonego nie budzą wątpliwości w świetle zebranych dowodów[18],
- sprawa nie toczy się z oskarżenia prywatnego,
- nie zachodzą okoliczności wymagające obowiązkowego ustanowienia obrońcy dla oskarżonego tj.
  - oskarżony ukończył 18 lat;
  - oskarżony nie jest głuchy, niemy lub niewidomy,
  - nie zachodzi uzasadniona wątpliwość, czy zdolność oskarżonego rozpoznania znaczenia czynu lub kierowania swoim postępowaniem nie była w czasie popełnienia czynu wyłączona lub w znacznym stopniu ograniczona,
  - nie zachodzi uzasadniona wątpliwość, czy stan zdrowia psychicznego oskarżonego pozwala na udział w postępowaniu lub prowadzenie obrony w sposób samodzielny oraz rozsądny[19].

### Wyrok nakazowy
Wyrokiem nakazowym sąd może orzec karę ograniczenia wolności lub grzywnę do 200 stawek dziennych lub do 200.000 zł. Ograniczenie to dotyczy także rozmiaru kary łącznej. Oskarżonemu można również wymierzyć obok środek karny, przepadek lub środek kompensacyjny, a także poprzestać na ich orzeczeniu, jeżeli zachodzą warunki do orzeczenia tylko tych środków. Wyrok może nie zawierać uzasadnienia. Wyrok nakazowy podlega doręczeniu z urzędu oskarżonemu, obrońcy, pokrzywdzonemu i oskarżycielowi, przy czym w każdym przypadku musi zostać doręczony prokuratorowi. Oskarżonemu oraz jego obrońcy doręcza się również razem z odpisem wyroku odpis aktu oskarżenia. Doręczyć należy również pouczenie przytaczające przepisy o prawie, terminie i sposobie wniesienia sprzeciwu oraz o skutkach jego niewniesienia.

### Sprzeciw
Oskarżonemu i oskarżycielowi przysługuje prawo wniesienia do sądu sprzeciwu w terminie zawitym 7 dni od daty doręczenia wyroku nakazowego. Skuteczne wniesienie sprzeciwu skutkuje utratą mocy przez wyrok nakazowy. Prezes sądu odmawia przyjęcia sprzeciwu, jeżeli został wniesiony po terminie lub przez osobę nieuprawnioną. Sąd rozpoznający sprawę po wniesieniu sprzeciwu rozpoznaje ją na nowo nie będąc związanym treścią wyroku nakazowego i może orzec również karę surowszą wobec tego, iż nie obowiązuje zakaz reformationis in peius, nawet jeżeli sprzeciw został wniesiony wyłącznie przez oskarżonego.
Jeżeli sprzeciwu nie wniesiono lub sprzeciw cofnięto do czasu odczytania aktu oskarżenia na rozprawie głównej wyrok nakazowy staje się prawomocny.

## Postępowanie nakazowe w sprawach o wykroczenia
W postępowaniu w sprawach o wykroczenia postępowanie nakazowe regulują art. 93-94 Kodeksu postępowania w sprawach o wykroczenia zawierające również odesłanie do niektórych przepisów Kodeksu postępowania karnego.
W sprawach o wykroczenia sąd może na posiedzeniu bez udziału stron wydać wyrok nakazowy, jeżeli wystarczające jest wymierzenie nagany, grzywny lub kary ograniczenia wolności. Wyrokiem nakazowym można także orzec środek karny. Wydanie wyroku nakazowego jest możliwe jedynie w sytuacji, gdy okoliczności czynu i wina obwinionego nie budzą wątpliwości i oskarżony nie jest głuchy, niemy lub niewidomy oraz nie zachodzi uzasadniona wątpliwość co do jego poczytalności, a poprzez wydanie wyroku nakazowego sądu uznaje za ujawnione dowody dołączone do wniosku o ukaranie.
Podobnie jak w postępowaniu karnym wyrok nakazowy może nie zawierać uzasadnienia. Odpis wyroku nakazowego doręcza się oskarżycielowi i pokrzywdzonemu, a obwinionemu oraz jego obrońcy wraz z odpisem wniosku o ukaranie. W przeciwieństwie do postępowania karnego nie doręcza się jednak odpisu wyroku prokuratorowi, jeżeli nie jest oskarżycielem.
Oskarżonemu i oskarżycielowi przysługuje prawo wniesienia do sądu sprzeciwu w terminie zawitym 7 dni od daty doręczenia wyroku nakazowego. Skuteczne wniesienie sprzeciwu skutkuje utratą mocy przez wyrok nakazowy. Prezes sądu odmawia przyjęcia sprzeciwu, jeżeli został wniesiony po terminie lub przez osobę nieuprawnioną. Sąd rozpoznający sprawę po wniesieniu sprzeciwu rozpoznaje ją na nowo nie będąc związanym treścią wyroku nakazowego. Z wniesieniem sprzeciwu nie powiązano zakazu reformationis in peius co oznacza, że sąd rozpoznający sprawę po jego wniesieniu może orzec karę surowszą, nawet jeżeli sprzeciw wniósł obwiniony.